# Mîkolaivka
Mikolaivka este un oraș din Ucraina.